# Vejas Gabriel Liulevicius
Vejas Gabriel Liulevicius (litauisch Vėjas Gabrielius Liulevičius, geboren 1966 in Chicago) ist ein US-amerikanischer Neuzeithistoriker.

## Leben
Vejas Gabriel Liulevicius studierte Geschichte und spezialisierte sich auf die neuere deutsche Geschichte und die Osteuropas. Er war 1991/1992 DAAD-Stipendiat. Er wurde 1994 mit der Dissertation War Land: Peoples, Lands, and National Identity on the Eastern Front in World War I an der University of Pennsylvania promoviert. Er lehrt seit 1995 an der University of Tennessee und wurde dort Associate Professor für Geschichte und Professor. Seit 2008 ist er Direktor des Center for the Study of War and Society (CSWS).
Neben seinen zwei Büchern hat er, auch in deutschen Zeitschriften und Sammelbänden, eine Reihe von Aufsätzen zum Thema Ostfront im Ersten Weltkrieg und über aktuelle politische Fragen Osteuropas vorgelegt. Er wurde eingeladen, bei Tagungen der American Historical Association, auf dem Historikertag 2004 und in der École des Hautes Études en Sciences Sociales (EHESS) vorzutragen.

## Schriften (Auswahl)
- War Land on the Eastern Front: Culture, National Identity, and German Occupation in World War I. Cambridge: Cambridge University Press, 2000, ISBN 0-521-66157-9.
  - Kriegsland im Osten: Eroberung, Kolonisierung und Militärherrschaft im Ersten Weltkrieg. Übersetzung Jürgen Bauer, Edith Nerke, Fee Engemann. Hamburg: Hamburger Edition, 2002.[3]
- The German myth of the East: 1800 to the present. Oxford: Oxford University Press, 2009, ISBN 978-0-19-954631-2.
- Besatzung (Osten). In: Gerhard Hirschfeld, Gerd Krumeich, Irina Renz (Hrsg.): Enzyklopädie Erster Weltkrieg. Paderborn: Schöningh, 2003.
- Der Osten als apokalyptischer Raum. Deutsche Fronterfahrungen im und nach dem Ersten Weltkrieg. In: Gregor Thum (Hrsg.): Traumland Osten – Deutsche Bilder vom östlichen Europa im 20. Jahrhundert, Göttingen: Vandenhoeck & Ruprecht, 2006, ISBN 3-525-36295-1, S. 47–65.